# Ziarnówka żółtawa

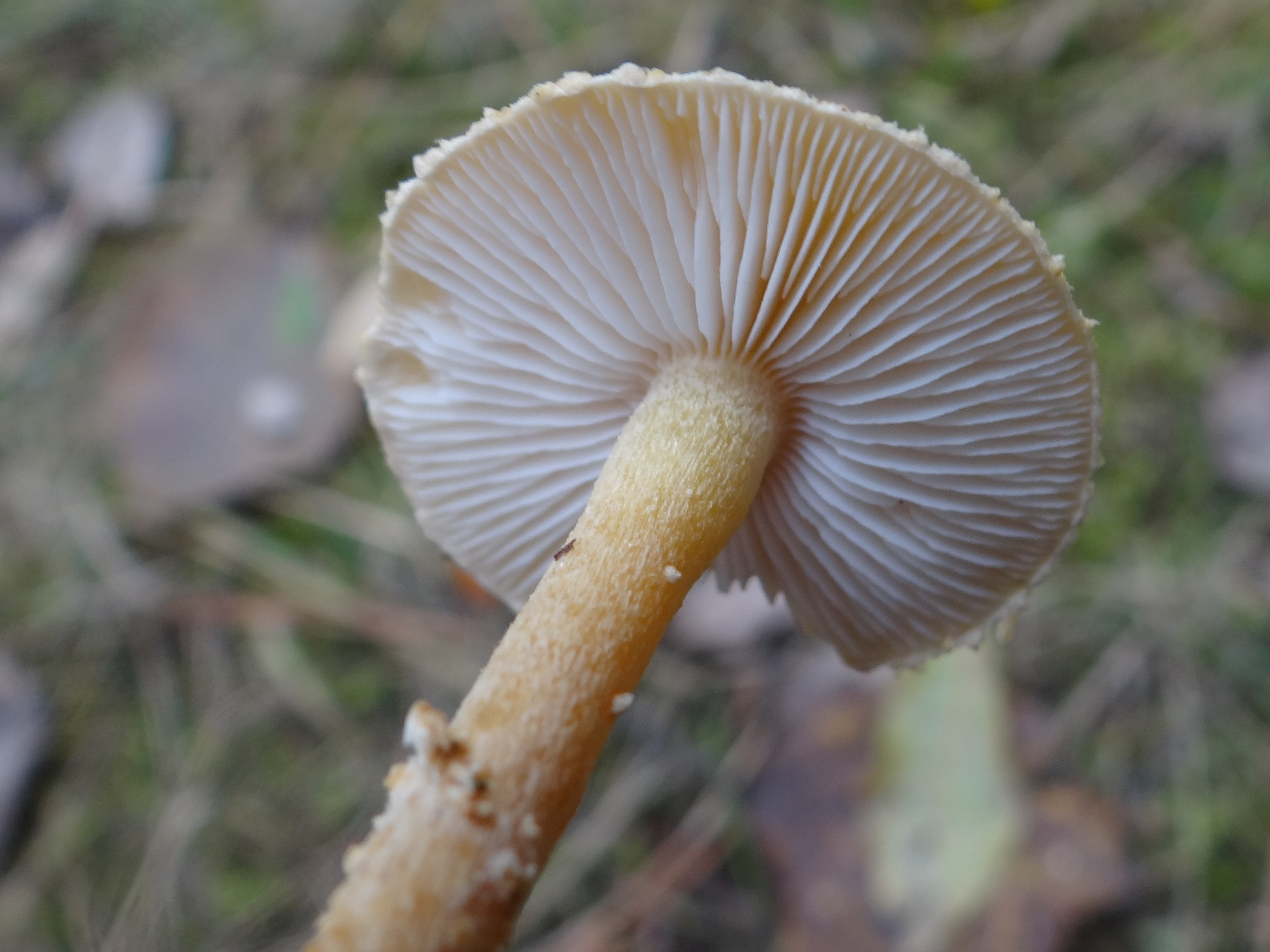

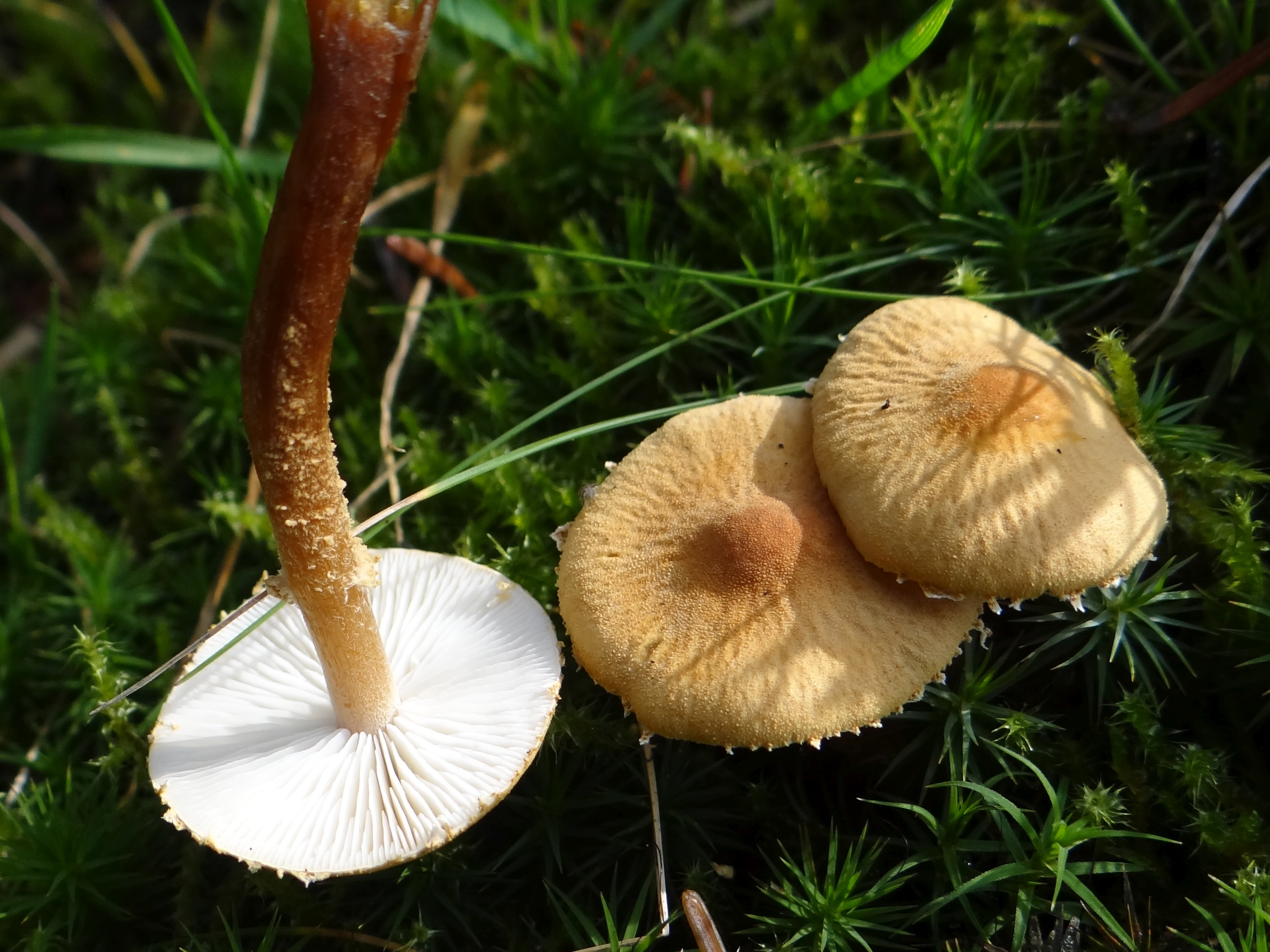

Ziarnówka żółtawa (Cystoderma jasonis (Cooke & Massee) Harmaja) – gatunek grzybów należący do rzędu pieczarkowców (Agaricales).

## Systematyka i nazewnictwo
Pozycja w klasyfikacji według Index Fungorum: Cystoderma, Incertae sedis, Agaricales, Agaricomycetidae, Agaricomycetes, Agaricomycotina, Basidiomycota, Fungi.
Po raz pierwszy takson ten zdiagnozowali w 1888 r. Mordecai Cubitt Cooke i George Edward Massee, nadając mu nazwę Agaricus jasonis. Obecną, uznaną przez Index Fungorum nazwę nadał mu w 1978 r. Harri Harmaja.
Synonimy.
- Agaricus jasonis Cooke & Massee 1888
- Armillaria jasonis (Cooke & Massee) Sacc. 1891
- Cystoderma amianthinum var. longisporum (Kühner) Locq. 1945
- Cystoderma amianthinum var. longisporum (Kühner) A.H. Sm. & Singer 1945
- Cystoderma jasonis (Cooke & Massee) Harmaja 1978 var. jasonis
- Lepiota amianthina var. longispora Kühner 1936[2].

Nazwę polską zaproponował Władysław Wojewoda w 2003 r.

## Morfologia
Drobny grzyb kapeluszowy o średnicy kapelusza do 3 cm. Młode okazy w całości otoczone są osłoną. Kapelusz o barwie żółtawoochrowej, ziarenkowaty. Trzon w górnej części gładki, niżej kosmkowaty. Zarodniki o rozmiarach 6–9 × 3,5–4,5 μm, amyloidalne.
Bardzo podobna jest ziarnówka ochrowożółta (Cystoderma amianthinum). Jeszcze do niedawna ziarnówka jasnożółtawa uważana była za jej podgatunek. Ziarnówka żółtawa ma największe zarodniki wśród wszystkich ziarnówek. Morfologicznie odróżnia się od ziarnówki ochrowożółtej jaśniejszą barwą kapelusza i odmienną strukturą kosmków.

## Występowanie i siedlisko
Podano występowanie ziarnówki jasnożółtej w Europie, Ameryce Północnej oraz Nowej Zelandii. W Polsce jest częsta.
Grzyb naziemny. Rośnie w lasach iglastych, zwłaszcza w górach, na polanach, pastwiskach, na igliwiu i wśród mchów, zwłaszcza torfowca magellańskiego (Sphagnum magellanicum). Owocniki wytwarza od lipca do października.